# Barygenys
Barygenys es un género de ranas de la familia Microhylidae que es endémico de Nueva Guinea (Papúa Nueva Guinea y , posiblemente también, en Indonesia), el archipiélago Woodlark y el archipiélago de las Luisiadas. 

## Especies
Se reconocen las 9 siguientes según ASW:
- Barygenys apodasta[2] Kraus, 2013
- Barygenys atra (Günther, 1896)
- Barygenys cheesmanae Parker, 1936
- Barygenys exsul Zweifel, 1963
- Barygenys flavigularis Zweifel, 1972
- Barygenys maculata Menzies & Tyler, 1977
- Barygenys nana Zweifel, 1972
- Barygenys parvula Zweifel, 1981
- Barygenys resima[2] Kraus, 2013